# Шуляки (Черкасская область)
Шуля́ки (укр. Шуляки) — село в Жашковской городской общине Уманского района Черкасской области Украины.
Население по переписи 2001 года составляло 536 человек. Почтовый индекс — 19242. Телефонный код — 4747.

## Местная власть
19200, Черкасская обл., Уманский р-н, г. Жашков